# Toni Elías
Antoni Elías Justicia (Manresa, España; 26 de marzo de 1983), más conocido como Toni Elías, es un expiloto español de motociclismo retirado en 2023. Es el primer campeón del Campeonato del Mundo de Motociclismo de la historia en la categoría de Moto2, título que logró en 2010, y el primer español y segundo europeo en ganar el Campeonato de la AMA de Superbikes. En la «categoría reina» de MotoGP logró su única victoria en el Gran Premio de Portugal de 2006, seis podios y tres vueltas rápidas en 105 carreras. Es el tercer miembro de la familia Elías en competir en carreras de motociclismo.
Hasta 2023, competía con el equipo Yoshimura Suzuki Factory Racing en el Campeonato de la AMA de Superbikes, también llamado MotoAmerica, en la categoría Pro Superbikes, de la que resultó campeón en 2017.

## Biografía

### Inicios
En 1993 Toni acabó tercero en el Campeonato de Cataluña de Minimotos, y un año más tarde logró el subcampeonato. Las minimotos se quedaron pequeñas para el joven Elías, que decidió junto a su familia probar suerte en las carreras de scooters. En los tres años sucesivos, 1995, 1996 y 1997, tuvo actuaciones brillantes con los scooters, ese mismo año disputó también el recién creado Open RACC de 50cc con una Yamaha TZR 50.

### 125cc
1998 es el año en el que debuta a los mandos de una Yamaha 125GP en el Campeonato del España de 125cc, con apenas 15 años, logró sumar sus primeros puntos y terminar en la vigésimo tercera posición.
En 1999 continuó disputando el Campeonato de España de 125cc y obtuvo la tercera posición final en la clasificación general. Su primera incursión en el Campeonato del Mundo fue como piloto invitado en el Gran Premio de España y ese mismo año sumó sus primeros puntos en el Mundial en el GP de la Comunidad Valenciana al acabar en 14.ª plaza.
La temporada 2000 significó su primera temporada completa en el Mundial de 125cc consiguiendo 24 puntos y acabando en vigésima plaza. Su actuación esa temporada le sirvió para hacerse un sitio la temporada siguiente en la estructura que el expiloto Alberto Puig creó para el Mundial de 125cc, el Telefónica Movistar Junior Team a bordo de una Honda RS125.
Toni sacó a relucir su talento en el MoviStar Júnior Team en 2001 y en el Gran Premio de Francia Elías subió a un podio del Mundial por primera vez en su carrera deportiva, en el Gran Premio de los Países Bajos, Toni alcanzó su primera victoria en el mundial. A partir de ese momento, el piloto catalán entró de lleno en la lucha por el título aunque la superioridad mecánica de sus rivales y una caída le impidieron luchar por el título. A pesar de todo consiguió la tercera posición final.

### 250cc
En 2002 dio el salto a 250cc en el equipo dirigido por Jorge Martínez "Aspar" con una Aprilia RS250. Consiguió su primera victoria en Motegi y varios podios a lo largo de la temporada. Finalmente, logró la cuarta posición final del Campeonato.
Para la temporada 2003 se convirtió en el piloto que más carreras ganó esa temporada en 250cc al ganar en cinco grandes premios aunque terminó en 3.ª posición del Mundial.
En temporada 2004 abandonó el equipo de Aspar y pasó al equipo Fortuna-Honda dirigido por Daniel Amatriain pilotando una Honda RSW250 oficial consiguiendo ocho podios y una victoria con lo que finalizó en cuarta posición el Mundial.

### MotoGP
Para la temporada 2005 subió de categoría y entró en MotoGP para competir con el equipo Fortuna-Yamaha Tech 3, consiguiendo 74 puntos y acabando en 12.ª posición.
Para 2006 cambió de marca y fichó por el equipo Honda Gresini pilotando la Honda RCV211V teniendo como compañero a Marco Melandri y consiguiendo su primera victoria de MotoGP en el Gran Premio de Portugal en el circuito de Estoril tras una memorable lucha con Valentino Rossi. Esa temporada finalizó en novena plaza el Mundial.

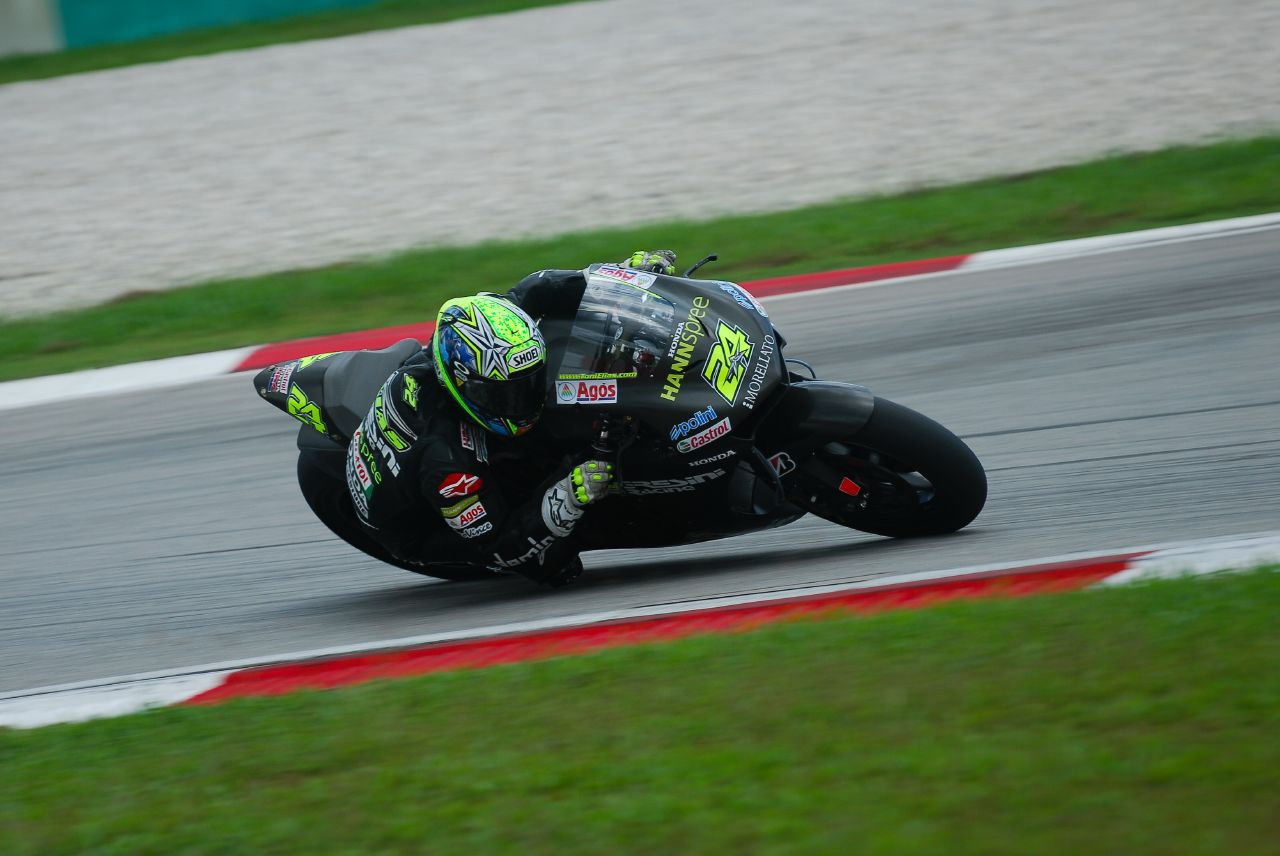
Elías en la pretemporada 2007 en Sepang

En 2007 con la nueva Honda RCV212V sólo obtuvo dos podios ya que en Assen tuvo un grave accidente en el que se rompió una pierna, lo que le mantuvo alejado de los circuitos varias carreras y se tuvo que conformar con la 12.ª plaza a final de temporada.

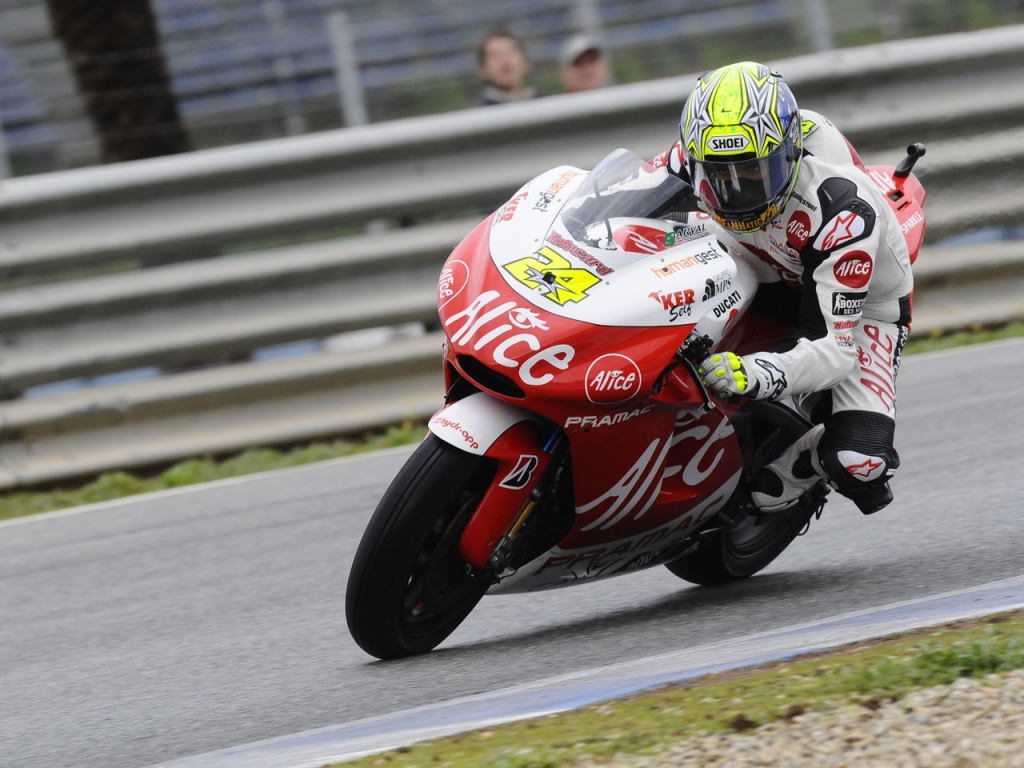
Elías en los test de Jerez de 2008.

A finales de 2007 se comunicó su fichaje para 2008 por el equipo de Luis D'Antin, el Alice Ducati Pramac Racing, el equipo satélite de Ducati, para pilotar la Ducati GP8 teniendo como compañero al francés Sylvain Guintoli. Tras una temporada más bien discreta, consigue un par de podios consecutivos en Brno y Misano, lo que facilita su permanencia en la categoría de cara a la siguiente temporada.
En 2009, el piloto de Manresa vuelve a las filas de Honda y a su antigua escudería, San Carlo-Honda Gresini, pero ahora por primera vez con una RC212V con las mismas especificaciones que las oficiales y por tanto con la expectativa de recuperar protagonismo entre la élite del campeonato. A pesar de ser bastante regular, conseguir un podio en el GP de San Marino y finalizar séptimo el Campeonato, no pudo conseguir un puesto en MotoGP para la siguiente temporada, por lo que acepta bajar de categoría en la propia escuadra de Fausto Gresini en la nueva competición de Moto2.

### Moto2

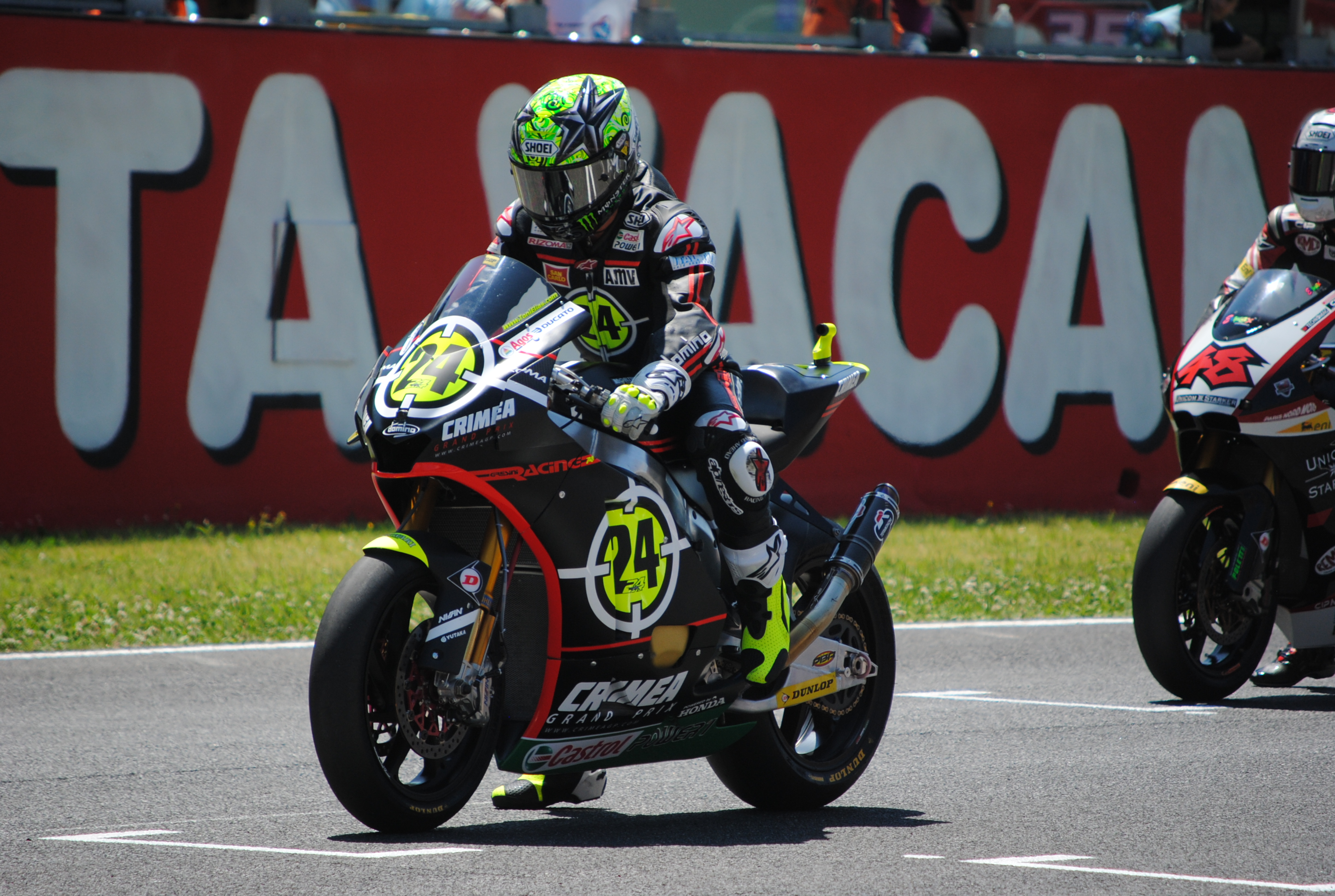
Elías con la Moriwaki de Moto2 en el GP de Italia 2010

En 2010, la categoría de 250cc del Mundial de Motociclismo cambia de normativa y pasa de denominarse Moto2.
A falta de tres pruebas para la conclusión del campeonato, se proclama matemáticamente como primer campeón del mundo de Moto2, tras acabar cuarto en el GP de Malasia. A lo largo de la temporada 2010, consigue ocho podios, entre los que se encuentran siete victorias (Jerez, Le Mans, Sachsenring, Brno, Indianápolis, San Marino y Japón) y un segundo puesto en Assen.
Tras este triunfo en Moto2, Toni Elías retomó su aspiración de volver a competir en MotoGP, consiguiendo fichar por el equipo de Lucio Cecchinello.

### Regreso a MotoGP

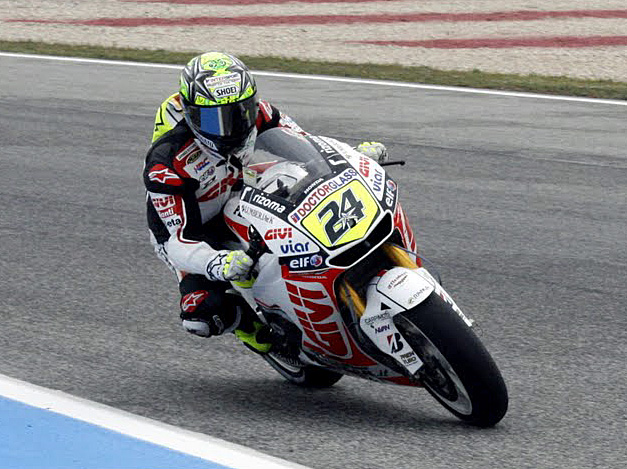
Elías en el GP Portugal 2011 con el equipo LCR Honda

A finales de 2010 se convierte en el nuevo piloto oficial del equipo Team LCR-Honda para la temporada 2011. Tras una temporada con malos resultados, y siendo el mejor puesto 8.º (en tres ocasiones) de un Toni que se esperaba más competitivo, no consigue renovar y pierde su puesto en MotoGP.

### Vuelta a Moto2
Toni vuelve a la categoría en la que fuese campeón, con el equipo de Jorge Martínez "Aspar", el Mapfre Aspar Team. El 15 de julio de 2012, Jorge Martínez Aspar anuncia en directo el cese del contrato, con lo que Toni no finalizará la temporada en ese equipo.

#### Nueva aparición en MotoGP
Después de esto, llega a un acuerdo con el equipo Pramac Racing para sustituir al lesionado Héctor Barberá, participando en tres Grandes Premios en la categoría de MotoGP. La primera carrera en Estados Unidos no puede terminar, y en Indianápolis y República Checa finaliza undécimo en ambas pruebas, sumando un total de diez puntos.

#### Fin de la temporada en Moto2
Después del regreso de Barberá, Toni firmó un acuerdo para correr con el equipo Italtrans sustutiyendo a Simone Corsi a lomos de una Kalex, que a su vez, reemplazó a Claudio Corti que se fue al Campeonato Mundial de Superbikes.
En el año 2013 comenzó la temporada con el equipo Blusens-Avintia Racing de Moto2. Tras no sumar buenos resultados, siendo un par de novenos puestos lo mejor de la temporada, abandonó el equipo a falta de disputarse aún un tercio del Campeonato.

### Mundial de Superbikes

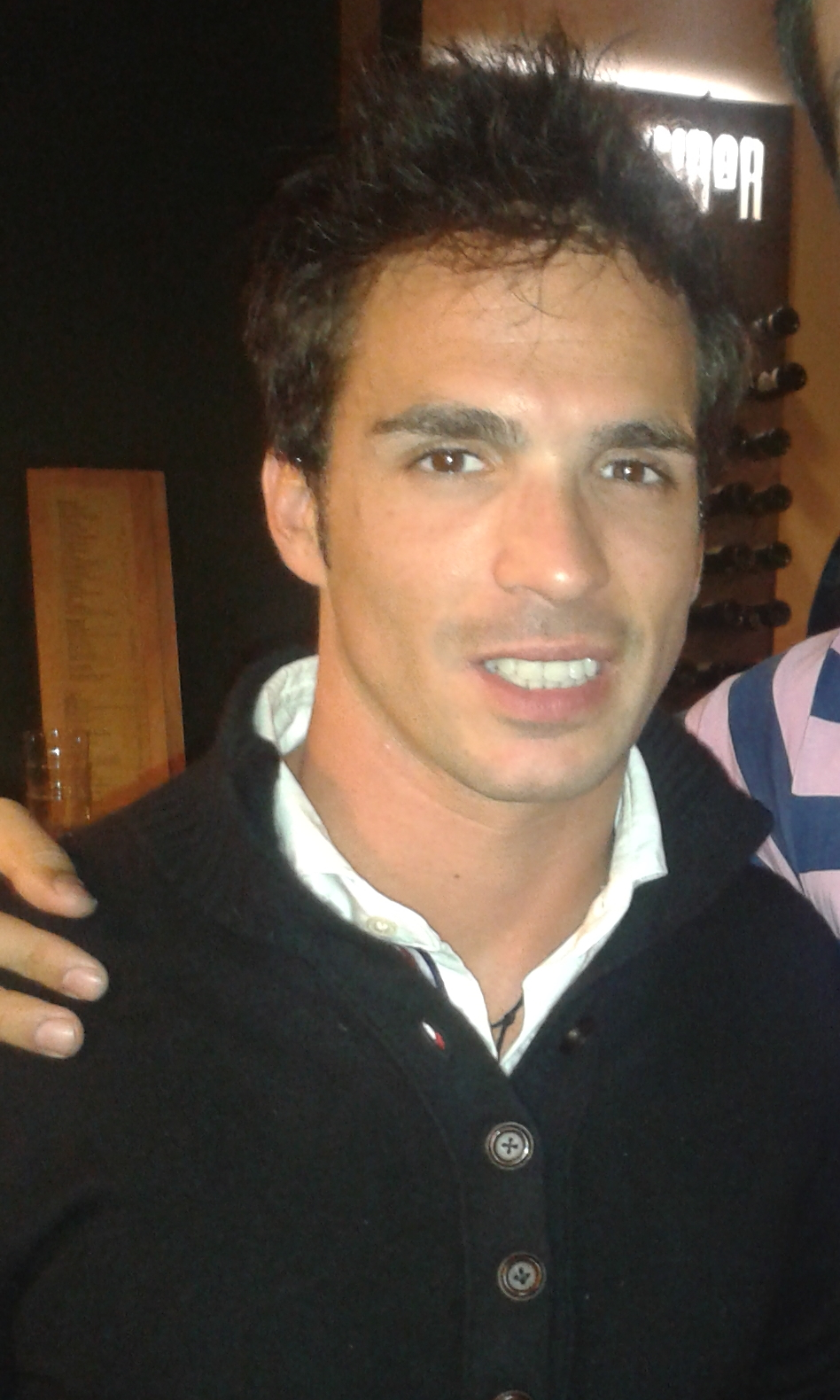
Toni Elías en mayo de 2014.

Tras salir del equipo Avintia, llegó una oferta del equipo Red Devils Roma para disputar las cinco últimas rondas del Campeonato Mundial de Superbikes de 2015, logrando buenos resultados y finalizando el Mundial en 16.ª posición.
En febrero de 2014 se confirmó que seguiría con el mismo equipo que el año anterior para disputar el Mundial de Superbikes de 2014. Siguió cosechando resultados similares, lo que le llevaron a finalizar la temporada en el puesto 9.º, con un total de 171 puntos.
A final de temporada, se confirmó su fichaje por el equipo BMW JR Racing dirigido por el excampeón de la categoría Troy Corser, pero no llegó a comenzar el Campeonato por diferentes problemas económicos en el acuerdo del equipo con la marca alemana.
Al ver sin moto, aceptó sustituir a Karel Abraham en el Gran Premio de Indianápolis de 2015 en el equipo AB Motoracing, lo que significaba el regreso del manresano a la categoría reina del Campeonato del Mundo de Motociclismo. Finalizó en la posición 22.ª, fuera de los puntos.
No obstante, el equipo NGM Forward Racing contactó con Elías para sustiur a Claudio Corti en las cinco últimas carreras del Mundial de MotoGP 2015. Pudo finalizar todas las carreras, pero solo una de ellas en los puntos, el GP de Malasia.

### MotoAmerica
En marzo de 2016, el equipo Yoshimura Suzuki Factory Racing confirmó que Elías sustituiría por lesión al piloto Jake Lewis. Elías ganó las dos mangas de la primera ronda del Campeonato en el Circuito de las Américas. Estos triunfos le valieron para confirmarse como piloto titular en las siguientes carreras. Consiguió cuatro victorias más, además de varios podios y finalizó la temporada tercero.
El equipo le confirmó su renovación para la siguiente temporada 2017. Temporada que empezó muy similar al año anterior, venciendo las dos mangas en Las Américas y consiguiendo otra victoria, además de un segundo puesto, en el circuito Road Atlanta. Cosechó cinco victorias consecutivas, Road America, dos en Utah Motorsports Campus y otras dos en Laguna Seca. Finalizó la temporada como campeón con 410 puntos, sin bajarse del podio cada vez que terminaba una carrera.
Para 2018, Elías comienza la defensa del título con sendas victorias en las dos mangas de la primera carrera de la temporada, como los dos años anteriores, pero esta vez en Atlanta en lugar de Texas.
Elas anunció su retirada del campeonato MotoAmerica al final de la temporada 2021, después de 32 victorias y 60 podios con Suzuki.

## Resultados

### Campeonato del Mundo de Motociclismo
Sistema de puntuación de 1993 hasta 2022:
| Posición | 1.º | 2.º | 3.º | 4.º | 5.º | 6.º | 7.º | 8.º | 9.º | 10.º | 11.º | 12.º | 13.º | 14.º | 15.º |
| Puntos   | 25  | 20  | 16  | 13  | 11  | 10  | 9   | 8   | 7   | 6    | 5    | 4    | 3    | 2    | 1    |

#### Por temporada
| 1999    | 125cc  | Honda RS125     | R.A.C.C.                                  | 2   | 0  | 0  | 0  | 0  | 2    | 33.º |
| 1999    | 125cc  | Honda RS125     | Polini                                    | 1   | 0  | 0  | 0  | 0  | 2    | 33.º |
| 2000    | 125cc  | Honda RS125     | Chupa Chups Matteoni Racing               | 16  | 0  | 0  | 0  | 0  | 24   | 20.º |
| 2001    | 125cc  | Honda RS125     | Telefónica MoviStar Jr. Team              | 16  | 2  | 9  | 4  | 1  | 217  | 3.º  |
| 2002    | 250cc  | Aprilia RS250   | Telefónica MoviStar-Repsol YPF Aspar Team | 16  | 1  | 5  | 0  | 1  | 178  | 4.º  |
| 2003    | 250cc  | Aprilia RS250   | Aspar Team Repsol-Telefónica MoviStar     | 16  | 5  | 7  | 5  | 4  | 226  | 3.º  |
| 2004    | 250cc  | Honda RS250     | Fortuna-Honda                             | 16  | 1  | 8  | 0  | 1  | 199  | 4.º  |
| 2005    | MotoGP | Yamaha YZR-M1   | Fortuna-Yamaha Tech 3                     | 14  | 0  | 0  | 0  | 0  | 74   | 12.º |
| 2006    | MotoGP | Honda RC211V    | Fortuna-Honda Gresini                     | 15  | 1  | 1  | 0  | 1  | 116  | 9.º  |
| 2007    | MotoGP | Honda RC212V    | Honda Gresini                             | 15  | 0  | 2  | 0  | 2  | 104  | 12.º |
| 2008    | MotoGP | Ducati GP8      | Alice Pramac Racing                       | 18  | 0  | 2  | 0  | 0  | 92   | 12.º |
| 2009    | MotoGP | Honda RC212V    | San Carlo-Honda Gresini                   | 17  | 0  | 1  | 0  | 0  | 115  | 7.º  |
| 2010    | Moto2  | Moriwaki MD600  | Gresini Racing Moto2                      | 17  | 7  | 8  | 3  | 2  | 271  | 1.º  |
| 2011    | MotoGP | Honda RC212V    | Team LCR Honda                            | 17  | 0  | 0  | 0  | 0  | 61   | 15.º |
| 2012    | Moto2  | Suter MMX2      | Mapfre-Aspar Team Moto2                   | 9   | 0  | 0  | 0  | 0  | 50   | 16.º |
| 2012    | Moto2  | Kalex Moto2     | Italtrans Racing Team                     | 4   | 0  | 0  | 0  | 0  | 50   | 16.º |
| 2012    | MotoGP | Ducati GP12     | Pramac Racing Team                        | 3   | 0  | 0  | 0  | 0  | 10   | 24.º |
| 2013    | Moto2  | Kalex Moto2     | Blusens-Avintia Racing                    | 11  | 0  | 0  | 0  | 0  | 22   | 18.º |
| 2015    | MotoGP | Honda RC213V-RS | AB Motoracing                             | 1   | 0  | 0  | 0  | 0  | 2    | 27.º |
| 2015    | MotoGP | Forward Yamaha  | Forward Racing                            | 5   | 0  | 0  | 0  | 0  | 2    | 27.º |
| Total   | Total  | 1999-2013, 2015 | 1999-2013, 2015                           | 229 | 17 | 43 | 12 | 12 | 1763 |      |
| Fuente: |        |                 |                                           |     |    |    |    |    |      |      |

#### Por categoría
| Categoría | Temporadas                 | Primer GP       | Primer Podio     | Primera Victoria | Carreras | Victorias | Podios | Poles | V. Ráp. | Pts. | CM |
| --------- | -------------------------- | --------------- | ---------------- | ---------------- | -------- | --------- | ------ | ----- | ------- | ---- | -- |
| 125 cc    | 1999–2001                  | GP España 1999  | GP Francia 2001  | GP Assen 2001    | 35       | 2         | 9      | 4     | 1       | 243  | 0  |
| 250 cc    | 2002–2004                  | GP Japón 2002   | GP Assen 2002    | GP Pacífico 2002 | 48       | 7         | 20     | 5     | 6       | 603  | 0  |
| Moto2     | 2010, 2012–2013            | GP Catar 2010   | GP España 2010   | GP España 2010   | 41       | 7         | 8      | 3     | 2       | 343  | 1  |
| MotoGP    | 2005–2009, 2011–2012, 2015 | GP España 2005  | GP Portugal 2006 | GP Portugal 2006 | 105      | 1         | 6      | 0     | 3       | 574  | 0  |
| Total     | 1999–2013, 2015            | 1999–2013, 2015 | 1999–2013, 2015  | 1999–2013, 2015  | 229      | 17        | 43     | 12    | 12      | 1763 | 1  |

#### Carreras por año
(Carreras en negrita indica pole position, carreras en cursiva indica vuelta rápida)
| Año  | Cat.   | Moto           | 1       | 2      | 3      | 4       | 5       | 6       | 7       | 8       | 9       | 10      | 11      | 12     | 13      | 14      | 15      | 16      | 17     | 18     | Pts. | Pos. |
| ---- | ------ | -------------- | ------- | ------ | ------ | ------- | ------- | ------- | ------- | ------- | ------- | ------- | ------- | ------ | ------- | ------- | ------- | ------- | ------ | ------ | ---- | ---- |
| 1999 | 125cc  | Honda          | MAL     | JAP    | ESP 21 | FRA     | ITA     | CAT Ret | NED     | GBR     | ALE     | CZE     | IMO     | VAL 14 | AUS     | RSA     | RIO     | ARG     |        |        | 2    | 33.º |
| 2000 | 125cc  | Honda          | RSA 23  | MAL 17 | JAP 17 | ESP 16  | FRA 17  | ITA 15  | CAT 8   | NED Ret | GBR 14  | ALE Ret | CZE 14  | POR 17 | VAL 15  | RIO 14  | PAC 12  | AUS 12  |        |        | 24   | 20.º |
| 2001 | 125cc  | Honda          | JAP 16  | RSA 18 | ESP 13 | FRA 3   | ITA 4   | CAT 2   | NED 1   | GBR 2   | ALE 2   | CZE 1   | POR 3   | VAL 2  | PAC Ret | AUS 3   | MAL 6   | RIO 4   |        |        | 217  | 3.º  |
| 2002 | 250cc  | Aprilia        | JAP 11  | RSA 16 | SPA 10 | FRA 6   | ITA 4   | CAT 10  | NED 2   | GBR 3   | ALE 6   | CZE 3   | POR 13  | RIO 5  | PAC 1   | MAL 2   | AUS 5   | VAL 10  |        |        | 178  | 4.º  |
| 2003 | 250cc  | Aprilia        | JAP Ret | RSA 8  | ESP 1  | FRA 1   | ITA 6   | CAT 4   | NED 13  | GBR 4   | ALE 7   | CZE 2   | POR 1   | RIO 18 | PAC 1   | MAL 1   | AUS 11  | VAL 2   |        |        | 226  | 3.º  |
| 2004 | 250cc  | Honda          | RSA 8   | ESP 12 | FRA 3  | ITA 6   | CAT 3   | NED 3   | RIO 3   | ALE 22  | GBR Ret | CZE 5   | POR 1   | JAP 2  | QAT 6   | MAL 3   | AUS 5   | VAL 2   |        |        | 199  | 4.º  |
| 2005 | MotoGP | Yamaha         | ESP 12  | POR 14 | CHN 14 | FRA 9   | ITA Les | CAT Les | NED Les | USA 13  | GBR 9   | ALE 12  | CZE 14  | JAP 9  | MAL 11  | QAT 8   | AUS 9   | TUR 6   | VAL 10 |        | 74   | 12.º |
| 2006 | MotoGP | Honda          | ESP 4   | QAT 8  | TUR 5  | CHN 11  | FRA 9   | ITA 7   | CAT Ret | NED     | GBR Les | ALE 11  | USA 15  | CZE 11 | MAL Ret | AUS 9   | JAP 6   | POR 1   | VAL 6  |        | 116  | 9.º  |
| 2007 | MotoGP | Honda          | QAT 14  | ESP 4  | TUR 2  | CHN Ret | FRA Ret | ITA 6   | CAT Ret | GBR 12  | NED Les | ALE Les | USA Les | CZE 11 | RSM 7   | POR 8   | JAP 3   | AUS 15  | MAL 6  | VAL 10 | 104  | 12.º |
| 2008 | MotoGP | Ducati         | QAT 14  | ESP 15 | POR 12 | CHN 8   | FRA 11  | ITA 12  | CAT DSQ | GBR 11  | NED 12  | ALE 12  | USA 7   | CZE 2  | RSM 3   | IND 12  | JPN 16  | AUS 11  | MAL 15 | VAL 18 | 92   | 12.º |
| 2009 | MotoGP | Honda          | QAT 9   | JAP 15 | ESP 9  | FRA 10  | ITA 14  | CAT 18  | NED 12  | USA 6   | ALE 6   | GBR Ret | CZE 3   | IND 9  | RSM 6   | POR 6   | AUS 10  | MAL 7   | VAL 6  |        | 115  | 7.º  |
| 2010 | Moto2  | Moriwaki       | QAT 4   | ESP 1  | FRA 1  | ITA 5   | GBR 10  | NED 2   | CAT 5   | ALE 1   | CZE 1   | IND 1   | RSM 1   | ARA 4  | JAP 1   | MAL 4   | AUS 7   | POR Ret | VAL 30 |        | 271  | 1.º  |
| 2011 | MotoGP | Honda          | QAT Ret | ESP 9  | POR 11 | FRA 11  | CAT 13  | GBR 8   | NED 10  | ITA 15  | ALE 16  | USA 13  | CZE 11  | IND 13 | RSM 15  | ARA Ret | JAP Ret | AUS 8   | MAL C  | VAL 10 | 61   | 15.º |
| 2012 | Moto2  | Suter          | QAT 13  | ESP 9  | POR 7  | FRA 11  | CAT Ret | GBR 12  | NED 9   | ALE Ret | ITA Ret |         |         |        |         |         |         |         |        |        | 50   | 16.º |
| 2012 | Moto2  | Kalex          |         |        |        |         |         |         |         |         |         |         |         |        |         |         | JAP Ret | MAL 12  | AUS 12 | VAL 9  | 50   | 16.º |
| 2012 | MotoGP | Ducati         |         |        |        |         |         |         |         |         |         | USA Ret | IND 11  | CZE 11 | RSM     | ARA     |         |         |        |        | 10   | 24.º |
| 2013 | Moto2  | Kalex          | QAT 15  | AME 9  | ESP 9  | FRA Ret | ITA 11  | CAT Ret | NED Ret | ALE 20  | IND 17  | CZE 15  | GBR 15  | RSM    | ARA     | MAL     | AUS     | JAP     | VAL    |        | 22   | 18.º |
| 2015 | MotoGP | Honda          | QAT     | AME    | ARG    | ESP     | FRA     | ITA     | CAT     | NED     | ALE     | IND 22  | CZE     | GBR    | RSM     |         |         |         |        |        | 2    | 27.º |
| 2015 | MotoGP | Yamaha Forward |         |        |        |         |         |         |         |         |         |         |         |        |         | ARA 21  | JAP 20  | AUS 22  | MAL 14 | VAL 20 | 2    | 27.º |

### Campeonato Mundial de Superbikes

#### Por temporada
| Temp. | Moto                 | Equipo          | Carreras | Victorias | Podios | Poles | V. Ráp. | Pts. | Pos. |
| ----- | -------------------- | --------------- | -------- | --------- | ------ | ----- | ------- | ---- | ---- |
| 2013  | Aprilia RSV4 Factory | Red Devils Roma | 8        | 0         | 0      | 0     | 0       | 70   | 16.º |
| 2014  | Aprilia RSV4 Factory | Red Devils Roma | 24       | 0         | 0      | 0     | 0       | 171  | 9.º  |
| Total | 2013-2014            | 2013-2014       | 32       | 0         | 0      | 0     | 0       | 241  |      |

#### Carreras por año
(Carreras en negrita indica pole position, carreras en cursiva indica vuelta rápida)
| Año  | Moto    | 1       | 1     | 2     | 2     | 3     | 3       | 4     | 4     | 5     | 5     | 6     | 6     | 7     | 7     | 8       | 8      | 9     | 9     | 10    | 10     | 11      | 11      | 12    | 12    | 13      | 13    | 14    | 14    | Pts. | Pos. |
| Año  | Moto    | R1      | R2    | R1    | R2    | R1    | R2      | R1    | R2    | R1    | R2    | R1    | R2    | R1    | R2    | R1      | R2     | R1    | R2    | R1    | R2     | R1      | R2      | R1    | R2    | R1      | R2    | R1    | R2    | Pts. | Pos. |
| ---- | ------- | ------- | ----- | ----- | ----- | ----- | ------- | ----- | ----- | ----- | ----- | ----- | ----- | ----- | ----- | ------- | ------ | ----- | ----- | ----- | ------ | ------- | ------- | ----- | ----- | ------- | ----- | ----- | ----- | ---- | ---- |
| 2013 | Aprilia | AUS     | AUS   | ARA   | ARA   | NED   | NED     | ITA   | ITA   | GBR   | GBR   | POR   | POR   | IMO   | IMO   | RUS     | RUS    | SIL   | SIL   | ALE   | ALE    | TUR 6   | TUR 5   | USA 8 | USA 7 | FRA Ret | FRA 8 | ESP 5 | ESP 4 | 70   | 16.º |
| 2014 | Aprilia | AUS Ret | AUS 9 | ARA 7 | ARA 9 | NED 5 | NED Ret | ITA 9 | ITA 7 | GBR 9 | GBR 8 | MAL 5 | MAL 4 | RSM 6 | RSM 6 | POR Ret | POR 10 | USA 5 | USA 5 | ESP 8 | ESP 10 | FRA Ret | FRA Ret | QAT 6 | QAT 6 |         |       |       |       | 171  | 9.º  |

### MotoAmerica

#### Por temporada
| Temp. | Moto              | Equipo                              | Carreras | Victorias | Podios | Poles | V. Ráp. | Pts.  | Pos. |
| ----- | ----------------- | ----------------------------------- | -------- | --------- | ------ | ----- | ------- | ----- | ---- |
| 2016  | Suzuki GSX-R1000  | Yoshimura Suzuki Factory Racing     | 18       | 6         | 13     | 2     | 0       | 304   | 3.º  |
| 2017  | Suzuki GSX-R1000R | Yoshimura Suzuki Factory Racing     | 20       | 10        | 18     | 0     | 5       | 410   | 1.º  |
| 2018  | Suzuki GSX-R1000R | Yoshimura Suzuki Factory Racing     | 20       | 9         | 4      | 0     | 1       | 339   | 2.º  |
| 2019  | Suzuki GSX-R1000R | Yoshimura Suzuki Factory Racing     | 20       | 8         | 12     | 4     | 3       | 386   | 2.º  |
| 2020  | Suzuki GSX-R1000R | Yoshimura Suzuki Factory Racing     | 19       | 0         | 4      | 4     | 2       | 222   | 4.º  |
| 2021  | Ducati \| Yamaha  | Ducati Corse \| Yamaha Motor Racing | 7        | 0         | 2      | 1     | 1       | 76    | 12.º |
| Total | 2016 - 2021       | 2016 - 2021                         | 104      | 33        | 53     | 11    | 12      | 1.737 |      |

- * Temporada en curso.

#### Carreras por año
(Carreras en negrita indica pole position, carreras en cursiva indica vuelta rápida)
| Año  | Marca  | 1      | 1       | 2     | 2       | 3       | 3      | 4       | 4       | 5      | 5     | 6     | 6       | 7     | 7       | 8     | 8       | 8       | 9       | 9     | 9     | 10      | 10    | Pts. | Pos. |
| Año  | Marca  | R1     | R2      | R1    | R2      | R1      | R2     | R1      | R2      | R1     | R2    | R1    | R2      | R1    | R2      | R1    | R2      | R3      | R1      | R2    | R3    | R1      | R2    | Pts. | Pos. |
| ---- | ------ | ------ | ------- | ----- | ------- | ------- | ------ | ------- | ------- | ------ | ----- | ----- | ------- | ----- | ------- | ----- | ------- | ------- | ------- | ----- | ----- | ------- | ----- | ---- | ---- |
| 2016 | Suzuki | AME 1  | AME 1   | ATL 1 | ATL Ret | NJE 18  | NJE 12 | VIR 3   | VIR 3   | RAM 4  | RAM 2 | BAR 2 | BAR 1   | UTA 4 | UTA 1   | LAG 2 | LAG 3   |         | NJE 3   | NJE 1 |       |         |       | 304  | 3.º  |
| 2017 | Suzuki | AME 1  | AME 1   | ATL 2 | ATL 1   | VIR Ret | VIR 2  | RAM 2   | RAM 1   | UTA 1  | UTA 1 | LAG 1 | LAG 1   | SON 2 | SON 2   | PIT 2 | PIT 2   |         | NJE 1   | NJE 1 |       | BAR DNF | BAR 2 | 410  | 1.º  |
| 2018 | Suzuki | ATL 1  | ATL 1   | AME 4 | AME 1   | VIR 1   | VIR 1  | RAM DNF | RAM 4   | LAG 13 | LAG 2 | UTA 1 | UTA DNF | SON 3 | SON 2   | PIT 4 | PIT 1   |         | NJE DNF | NJE 3 |       | BAR 1   | BAR 1 | 339  | 2.º  |
| 2019 | Suzuki | ATL 2  | ATL 1   | COA 1 | COA 2   | VIR 2   | VIR 3  | RAM 1   | RAM Ret | UMC 1  | UMC 1 | LGS 1 | LGS 2   | SON 2 | SON Ret | PIT 3 | PIT 1   |         | NJR 4   | NJR 4 |       | BAR 3   | BAR 4 | 362  | 2.º  |
| 2020 | Suzuki | RAM 19 | RAM Ret | RAM 4 | RAM 7   | ATL 4   | ATL 5  | PIT 5   | PIT 5   | TRD 5  | TRD 6 | NJR 3 | NJR 5   | BAR 4 | BAR 4   | IND 4 | IND 5   | IND DNS | LGS 2   | LGS 3 | LGS 2 |         |       | 222  | 4.º  |
| 2021 | Ducati | RAT    | RAT     | VIR   | VIR     | RAM     | RAM    | RID     | RID     | LGS 8  | LGS 7 | BRA   | BRA     | PIT   | PIT     | NJR   | NJR     | NJR     | BAR     | BAR   | BAR   |         |       | 76   | 12.º |
| 2021 | Yamaha | RAT    | RAT     | VIR   | VIR     | RAM     | RAM    | RID     | RID     | LGS    | LGS   | BRA   | BRA     | PIT 2 | PIT 4   | NJR 3 | NJR Ret | NJR 6   | BAR     | BAR   | BAR   |         |       | 76   | 12.º |